# عباس أباد 31 (فراغة)
عباس أباد 31 (بالفارسية: عباس‌آباد) هي منطقة سكنية تقع في إيران في يزد.[بحاجة لمصدر] يقدر عدد سكانها بـ 20 نسمة .